# Cara-dourada
Cara-dourada (nome científico: Phylloscartes roquettei) é uma espécie de ave da família Rhynchocyclidae. Endêmica do Brasil, onde pode ser encontrada nos vales do São Francisco e Jequitinhonha, no estado de Minas Gerais.